# Avena abyssinica
Avena abyssinica är en gräsart som beskrevs av Ferdinand von Hochstetter. Avena abyssinica ingår i släktet havren, och familjen gräs.
Artens utbredningsområde är Etiopien. Inga underarter finns listade i Catalogue of Life.